# Hunnsbergets naturreservat
Hunnsbergets naturreservat är ett naturreservat i Ljungby kommun i Kronobergs län.
Reservatet är skyddat sedan 2024 och omfattar 352 hektar. Reservatet ligger sydväst om Lidhult och består av en höjd omgiven av Lidhultsån, våtmarker och skog av främst tall men även delar som är lövdominerad med ek.